# Atlapetes forbesi
Atlapetes forbesi là một loài chim trong họ Emberizidae.